# 사상 (수학)
수학에서 사상(寫像, 문화어: 살, 범사, 영어: morphism 모피즘[*])은 수학적 구조를 보존하는 함수의 개념을 추상화한 것이다.
예를 들어 집합의 사상은 임의의 함수이며, 군의 사상은 군 준동형, 위상 공간의 사상은 연속 함수이다.
범주론은 대상과 사상으로 이루어진 범주를 연구하는 분야이다. 구체적 범주에서 대상은 집합 위에 특정한 구조가 주어진 것이고 사상은 그 구조를 보존하는 함수이나, 일반적인 범주에서 대상은 꼭 집합일 필요가 없고 사상은 단순히 대상들 사이의 '화살표'일 뿐이다.
사상이라는 용어는 영어 map에 대응하기도 하는데, 이 경우 맥락에 따라 함수(function)와 사상(morphism) 모두의 의미로 사용될 수 있다.

## 정의
범주 {\displaystyle C}는 '대상'의 모임 {\displaystyle \mathrm {ob} (C)}와 '사상'의 모임 {\displaystyle \hom(C)}로 이루어져 있다. 각 사상은 '정의역'과 '공역'을 갖는데, 이들은 둘 다 {\displaystyle C}의 대상이다. 사상 {\displaystyle f}의 정의역이 {\displaystyle X}이고 공역이 {\displaystyle Y}일 때 이를 {\displaystyle f:\,X\to Y}로 나타낸다. {\displaystyle X}에서 {\displaystyle Y}로의 모든 사상의 모임을 {\displaystyle \hom _{C}(X,Y)} 혹은 간단히 {\displaystyle \hom(X,Y)}로 나타내고, 이를 {\displaystyle X}와 {\displaystyle Y} 사이의 사상 모임(영어: hom-class)이라 하며, 이것이 집합인 경우에는 사상 집합(영어: hom-set)이라 한다. (이를 {\displaystyle \mathrm {Mor} _{C}(X,Y)} 혹은 {\displaystyle \mathrm {Mor} (X,Y)} 등으로 나타내는 저자도 있다.)
임의의 세 대상 {\displaystyle X,Y,Z}에 대해, {\displaystyle \hom(X,Y)\times \hom(Y,Z)}에서 {\displaystyle \hom(X,Z)}로 가는 이항연산이 존재하며, 이를 사상의 합성이라 부른다. 사상 {\displaystyle f:\,X\to Y}와 {\displaystyle g:\,Y\to Z}의 합성은 {\displaystyle g\circ f} 혹은 {\displaystyle gf}로 쓴다. (일부 저자는 {\displaystyle fg}로 쓰기도 한다.) 많은 경우 사상의 합성을 아래와 같은 가환 그림으로 나타낸다.
사상들은 다음의 두 공리를 만족해야 한다.
- (결합법칙) {\displaystyle f:X\to Y,\,g:Y\to Z,\,h:Z\to U}이면 {\displaystyle h\circ (g\circ f)=(h\circ g)\circ f}.
- (항등사상) 임의의 대상 {\displaystyle X}에 대해 유일한 사상 {\displaystyle 1_{X}:\,X\to X}이 존재하여, 임의의 사상 {\displaystyle f:\,A\to B}에 대해 {\displaystyle 1_{B}\circ f=f=f\circ 1_{A}}이다. 여기에서 {\displaystyle 1_{X}}를 '{\displaystyle X}의 항등사상'이라고 한다.

C가 구체적 범주일 때, 합성은 보통의 함수의 합성과 일치하며, 항등사상은 단순한 항등함수이다. 함수의 합성은 결합법칙을 만족하므로 위의 결합법칙 조건도 자명하게 성립한다.

## 사상의 종류

### 단사 사상
{\displaystyle f:\,X\to Y}가 사상이라 하자. 임의의 사상 {\displaystyle g_{1},g_{2}:\,Z\to X}에 대해 {\displaystyle f\circ g_{1}=f\circ g_{2}}가 {\displaystyle g_{1}=g_{2}}를 함의하면 {\displaystyle f}를 단사 사상이라 한다. 또한, {\displaystyle g\circ f={\rm {id}}_{X}}를 만족하는 사상 {\displaystyle g:\,Y\to X}가 존재하면 이를 {\displaystyle f}의 좌 역사상(left-inverse)이라 한다. 좌 역사상을 갖는 사상은 전부 단사이나, 그 역은 성립하지 않는다. 단사 사상이 좌 역사상을 가지면 이를 분해 단사 사상(split monomorphism)이라 한다. 구체적 범주에서 좌 역함수를 갖는 함수는 단사 함수와 일치하므로 모든 단사 함수는 단사 사상이다. 정리하자면, 단사 함수 조건은 단사 사상 조건보다는 강하지만 분해 단사 사상 조건보다는 약하다.

### 전사 사상
쌍대 개념으로, 임의의 사상 {\displaystyle g_{1},g_{2}:\,Y\to Z}에 대해 {\displaystyle g_{1}\circ f=g_{2}\circ f}가 {\displaystyle g_{1}=g_{2}}를 함의하면 {\displaystyle f}를 전사 사상이라 한다. 또한, {\displaystyle f\circ g={\rm {id}}_{Y}}를 만족하는 사상 {\displaystyle g:\,Y\to Z}가 존재하면 이를 f의 우 역사상(right-inverse)이라 한다. 우 역사상을 갖는 사상은 전부 전사이나, 그 역은 성립하지 않는다. 전사 사상이 우 역사상을 가지면 이를 분해 전사 사상(split epimorphism)이라 한다. 구체적 범주에서 우 역함수를 갖는 함수는 전사 함수와 일치하며, 이 조건은 전사 사상 조건보다는 강하지만 분해 전사 사상 조건보다는 약하다. 집합의 범주에서 모든 전사 함수가 우 역함수를 가진다는 것은 선택 공리와 동치이다.
- 참고: 분해 단사 사상 {\displaystyle f}가 좌 역사상 {\displaystyle g}를 가지면, {\displaystyle g}는 {\displaystyle f}를 우 역사상으로 갖는 분해 전사 사상이다.

### 자기 사상
정의역과 공역이 같은 사상을 자기 사상이라고 한다. 동형 사상 가운데 자기 사상인 것을 자기 동형 사상이라고 한다.

## 같이 보기
- 영 사상
- 정규 단사 사상
- 준동형